# La Providence de Notre-Dame-des-Flots
La Providence de Notre-Dame-des-Flots er en fransk stumfilm fra 1904 af Georges Méliès.